# Restless Heart
Restless Heart – amerykańska grupa wykonująca muzykę z pogranicza country, rocka i popu. Zespół powstał 1984 roku w Nashville w stanie Tennessee.

## Wybrana dyskografia
- 1985 Restless Heart
- 1986 Wheels
- 1988 Big Dreams in a Small Town
- 1990 Fast Movin' Train
- 1992 Big Iron Horses
- 1994 Matters of the Heart
- 2004 Still Restless